# بيت حابس (بني مطر)

تعديل مصدري - تعديل

بيت حابس هي إحدى قرى عزلة بني الراعى بمديرية بني مطر التابعة لمحافظة صنعاء، بلغ تعداد سكانها 416 نسمة حسب تعداد اليمن لعام 2004.